# Biez
Biez is een dorp in de Belgische provincie Waals-Brabant en een deelgemeente van Graven. Biez ligt anderhalve kilometer ten zuidoosten van het centrum van Graven. In het noorden van Biez ligt het gehucht Cocrou. Op het zuidoosten van het centrum van Biez sluit het gehucht Hèze aan, dat wel op het grondgebied van deelgemeente Graven ligt.

## Geschiedenis
Op 1 januari 1977 werd Biez, tot dan een zelfstandige gemeente, een deelgemeente van Graven.

## Bezienswaardigheden
- De Sint-Maartenskerk (Église Saint-Martin) is een classicistisch kerkgebouw van 1772.
- De Sint-Sebastiaankapel (Chapelle Saint-Sébastien) is een bakstenen betreedbare kapel met dakruiter, gebouwd in 1730.
- De Moulin du Piroir is een watermolen op de Train
- De Moulin de Chapelle is een bovenslagmolen op de Piétrebais

## Natuur en landschap
Biez ligt aan de Ri de Hèze die er in de Train uitmondt. De hoogte aan de kerk is 94 meter.

## Demografische ontwikkeling
- Bronnen:NIS, Opm:1831 tot en met 1970=volkstellingen

## Nabijgelegen kernen
Grez, Piétrebais, Longueville, Bonlez
Deelgemeenten: Biez · Bossut-Gottechain · Eerken · Graven · Nethen

Overige dorpen en gehuchten: Bossut · Cocrou · Doiceau · Gastuche · Gottechain · Hèze · Pécrot

Belgische gemeenten · Arrondissement Nijvel · Waals-Brabant · Wallonië